# Hoštičky
Hoštičky jsou malá vesnice, část obce Mochtín v okrese Klatovy v Plzeňském kraji. Nachází se asi 2,5 kilometru severovýchodně od Mochtína. Je zde evidováno 47 adres. V roce 2011 zde trvale žilo 77 obyvatel.
Hoštičky leží v katastrálním území Hoštice u Mochtína o výměře 3,92 km².

## Historie
První písemná zmínka o vesnici pochází z roku 1379.

## Obyvatelstvo
| Rok            | 1869 | 1880 | 1890 | 1900 | 1910 | 1921 | 1930 | 1950 | 1961 | 1970 | 1980 | 1991 | 2001 | 2011 | 2021 |
| -------------- | ---- | ---- | ---- | ---- | ---- | ---- | ---- | ---- | ---- | ---- | ---- | ---- | ---- | ---- | ---- |
| Počet obyvatel | 217  | 204  | 180  | 190  | 177  | 149  | 140  | 92   | 87   | 86   | 71   | 59   | 55   | 77   | 84   |
| Počet domů     | 31   | 34   | 35   | 31   | 31   | 30   | 30   | 29   | 29   | 25   | 26   | 27   | 27   | 32   | 33   |

## Obecní správa
Při sčítání lidu v letech 1850–1899 Hoštičky byly osadou obce Kydliny v okrese Klatovy. V letech 1900–1920 byly osadou obce Hoštice v okrese Klatovy. Od 1. července 1975 jsou částí obce Mochtín v okrese Klatovy.

## Galerie

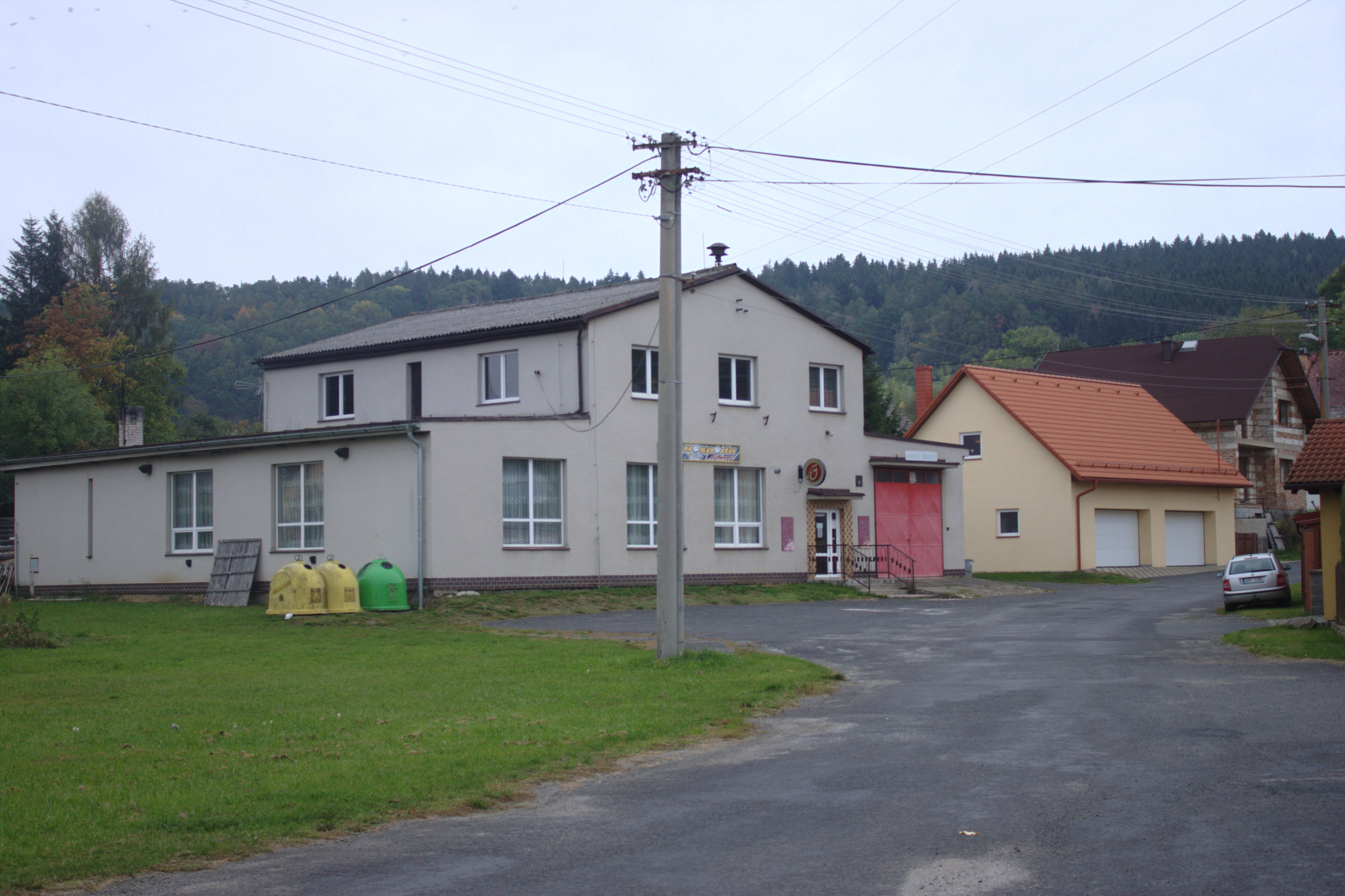
Hostinec
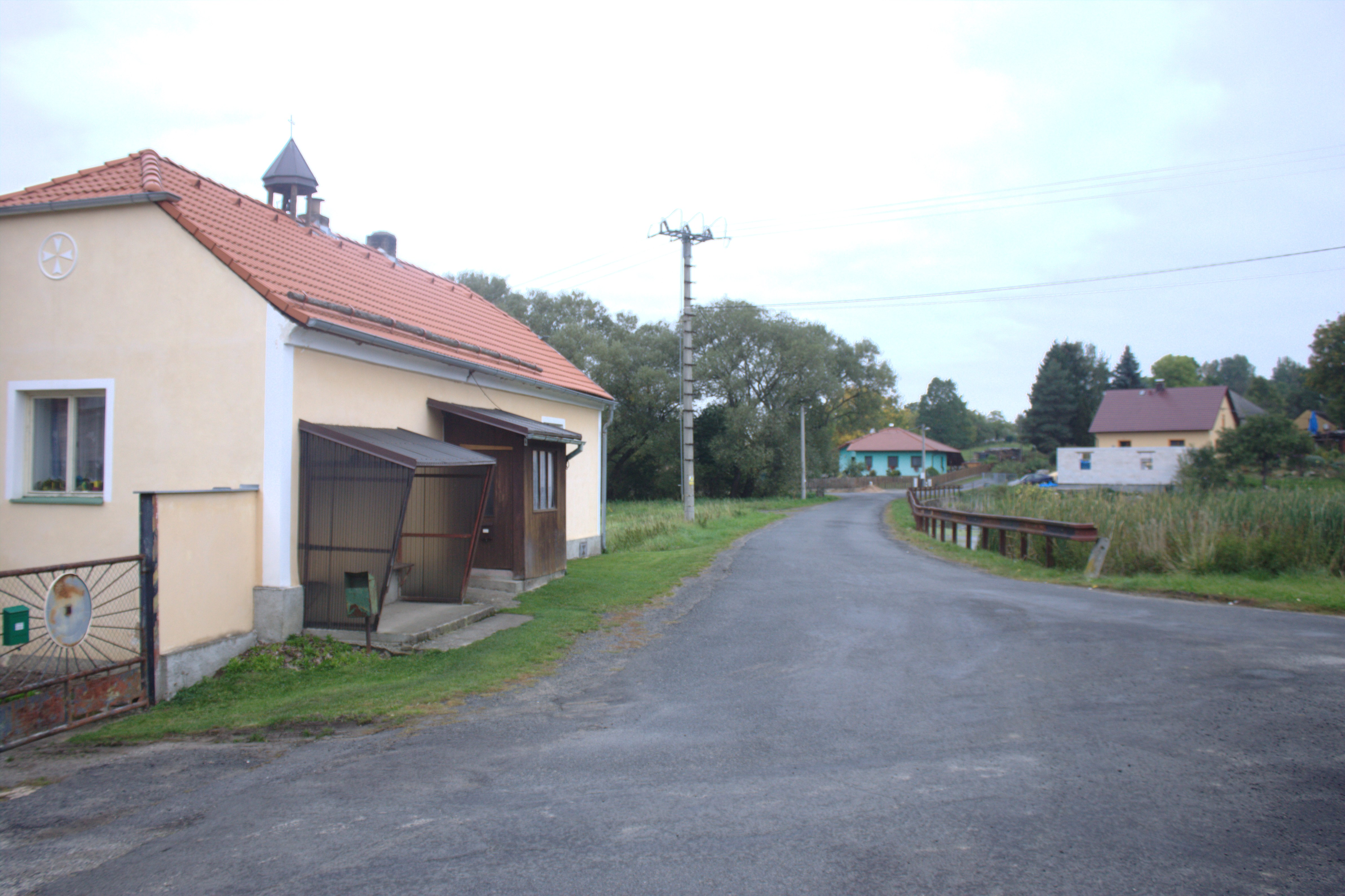
Náves
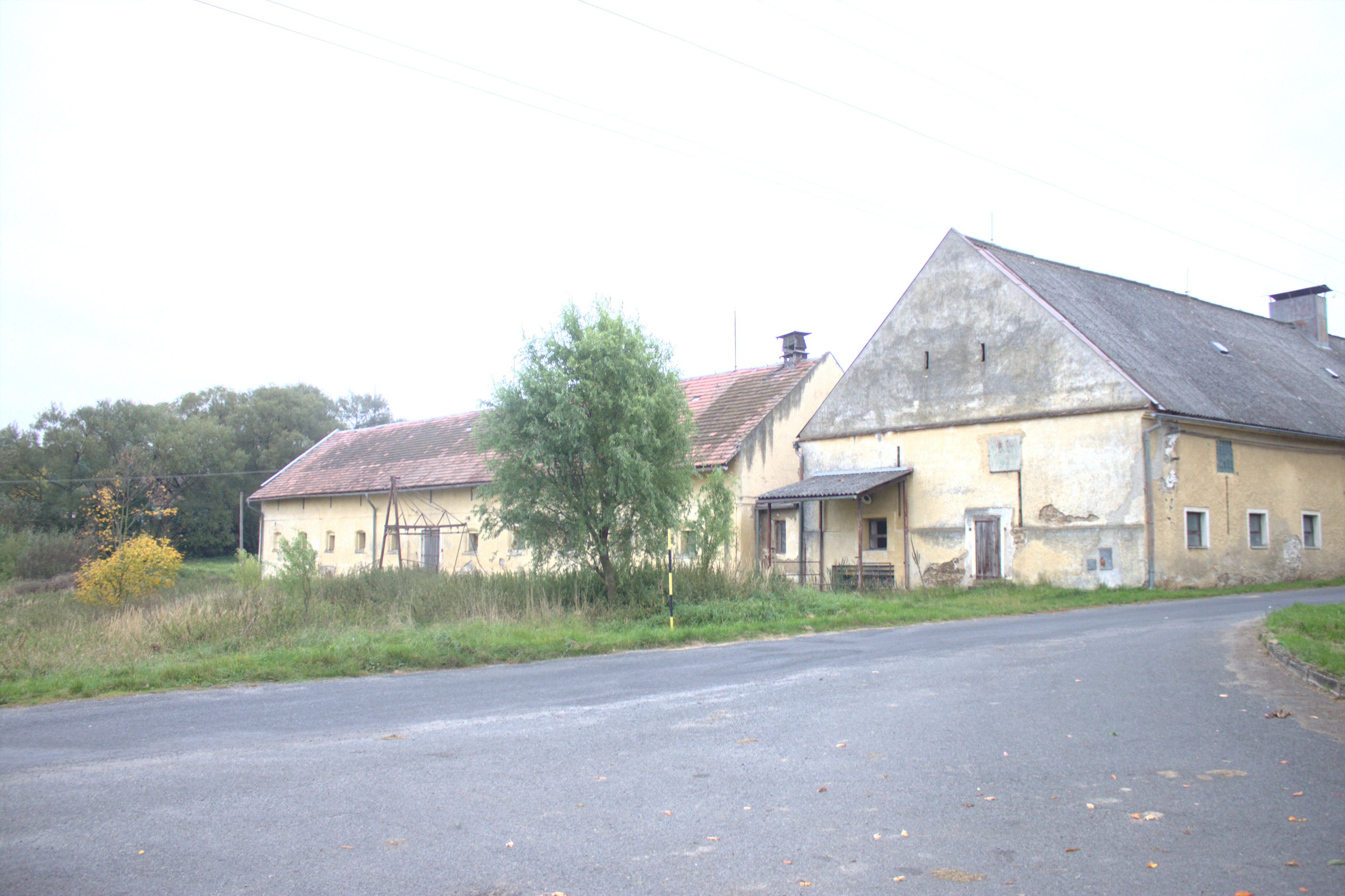
Statek